# 吴毓芳
吴毓芳（1824年—1857年），字子艺，号润六，安徽庐州府合肥县六家畈人，淮军将领。
吴毓芳为六家畈吴氏第十七代孙，吴镒第十二世孙，吴璠次子，兄弟四人（吴毓芬、吴毓芳、吴毓蘅、吴毓兰）。
吴毓芳年少好学，“性端谨孝友，语言简默，少读书目数行下，年十三即尽熟群经，喜经世之学，于子史无所不窥，属文下笔千言”。道光二十九年（1849年）己酉科举人。咸丰三年（1853年），太平军、捻军合扰皖北，兄弟四人办团练助剿，有军功。
咸丰六年（1856年）丙辰科三甲第七十三名进士，授甘肃知县，又因军功升同知，上任途中即生病去世，时年33岁。著有《薰香馆诗文集》。